# Kleiner Raufußspinner
Der  Kleine Raufußspinner  (Clostera pigra), auch Espenspinner genannt, ist ein Schmetterling (Nachtfalter) aus der Familie der Zahnspinner (Notodontidae).

## Merkmale

### Imago
Die Falter erreichen eine Flügelspannweite von 22 bis 28 Millimetern und sind damit die kleinste in Europa vorkommende Zahnspinnerart. Sie sind dunkel graubraun bis rötlichbraun gefärbt und haben auf den Vorderflügeln mehrere schmale, hellgelbe Querlinien. An der Flügelspitze befindet sich ein großer kastanienbrauner Fleck. Die Hinterflügel sind dunkelbraun. Der Thorax ist am Rücken dicht dunkel rotbraun behaart. Die Hinterleibsspitze besteht bei den Männchen aus einem geteilten Afterbüschel. Die Fühler sind kurz und doppelt gekämmt. Die Kammzähne sind beim Männchen länger als beim Weibchen.

### Ei
Das halbkugelige Ei ist flach und von fleischroter Farbe.

### Raupe
Die Grundfarbe der Raupen variiert von hellgrau bis schwarzgrau.
Sie haben gelbliche oder rötliche, unterbrochene Seitenstreifen und flache, schwarze Erhebungen auf dem vierten und elften Segment und außerdem eine dünne gelbgraue Behaarung.

### Puppe
Die Puppe ist glänzend rotbraun und besitzt einen Kremaster, der lang, spitz und mit Dornen besetzt ist.

## Synonyme
- Pygaera pigra[2]

## Vorkommen
Die Tiere kommen verbreitet und meist häufig in Europa sowie Richtung Osten durchgehend bis nach Ostasien vor, außerdem in Marokko und dem Iran. In den Alpen sind sie noch in Höhen von über 2.000 Metern anzutreffen. Man findet die Art in trockenen und in feuchten Lebensräumen, wie etwa in Mooren, an Bächen und Flüssen, aber auch in Heiden und als erfolgreicher Kulturfolger in Parks und Gärten.

## Lebensweise
Die Falter sitzen tagsüber in Ruheposition mit dicht über dem Hinterleib zusammengefalteten Flügeln. Die Vorderbeine werden vorgestreckt und die Hinterleibsspitze mit dem Afterbusch nach oben zwischen den Flügeln hindurchgestreckt. Sie sind nachtaktiv und lassen sich durch künstliche Lichtquellen anlocken. Die Weibchen legen die Eier auf der Futterpflanze ab. Die Raupen verstecken sich am Tag zwischen miteinander versponnenen Blättern, verpuppen sich dort in einem weißgrauen Gespinst und überwintern. Die Raupen ernähren sich von den Blättern verschiedener Pappel-Arten (Populus), wie beispielsweise der Espe (Populus tremula) und von Weiden (Salix). Die Falter fliegen in zwei Generationen pro Jahr von Anfang April bis Mitte Juni und von Ende Juli bis Ende August.

## Gefährdung
Die Art ist nicht gefährdet.

## Entwicklungsstadien

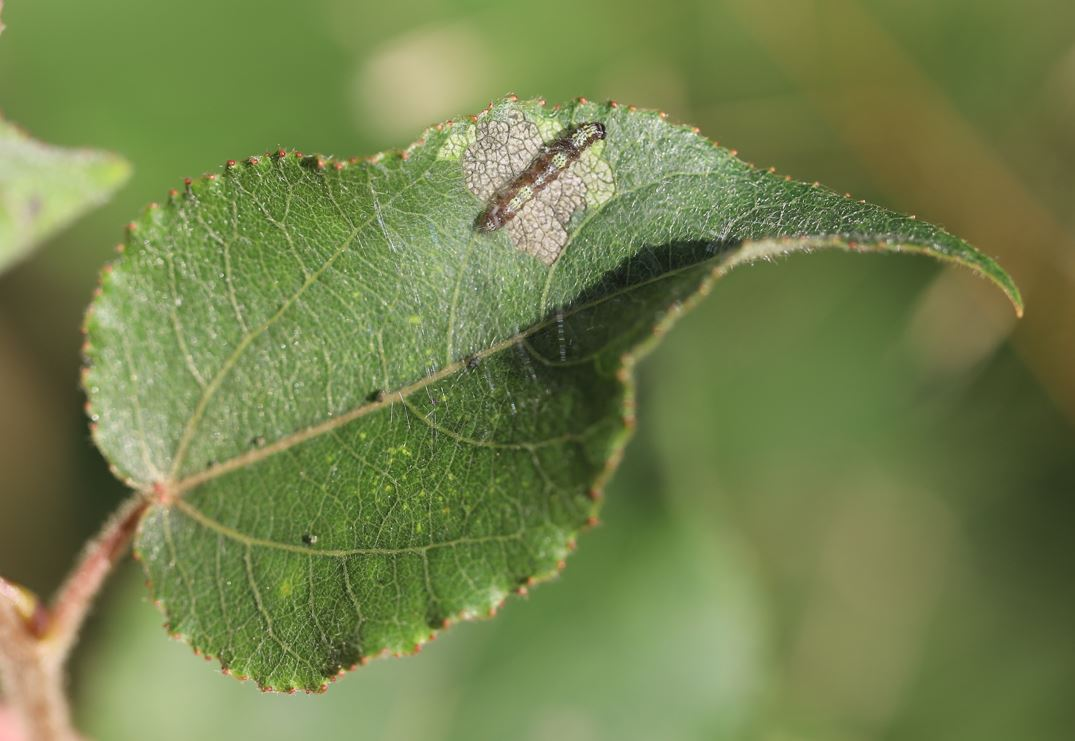
Jungraupe beim Blattfraß an Schwarzpappel, 2. Septemberhälfte
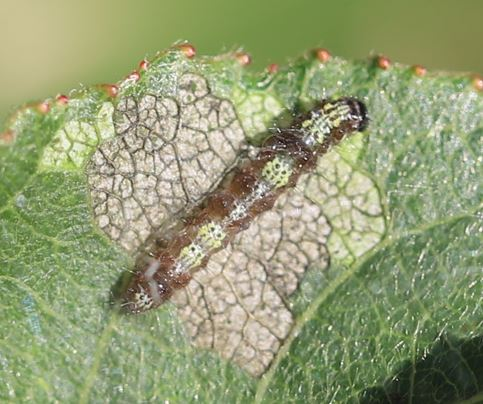
Jungraupe beim Blattfraß an Schwarzpappel, 2. Septemberhälfte
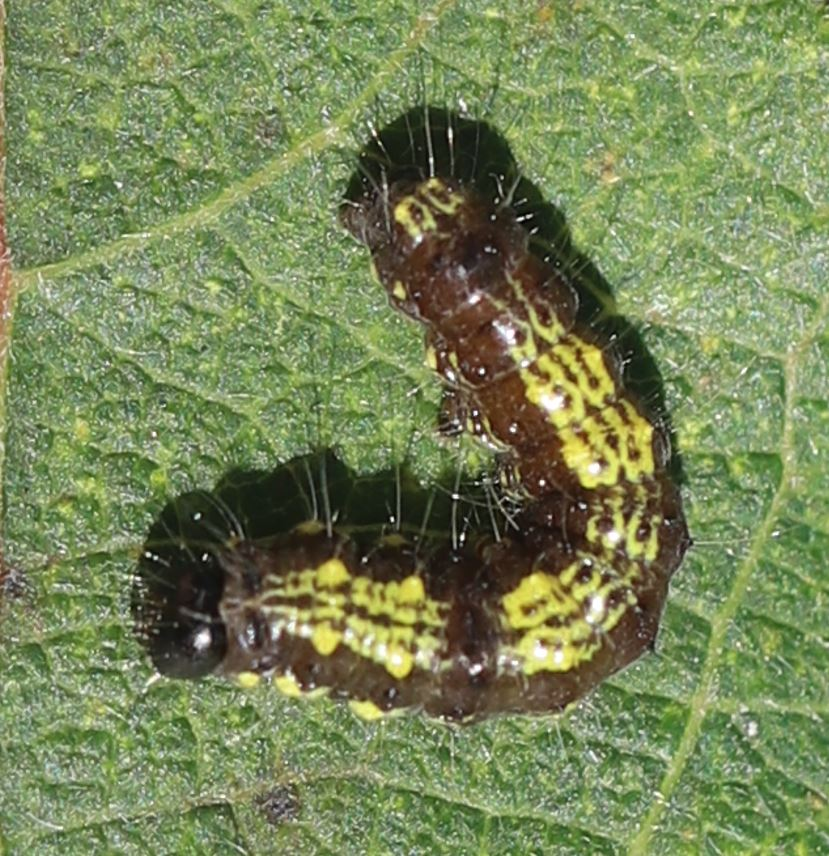
mittleres Raupenstadium an Schwarzpappel, 2. Septemberhälfte
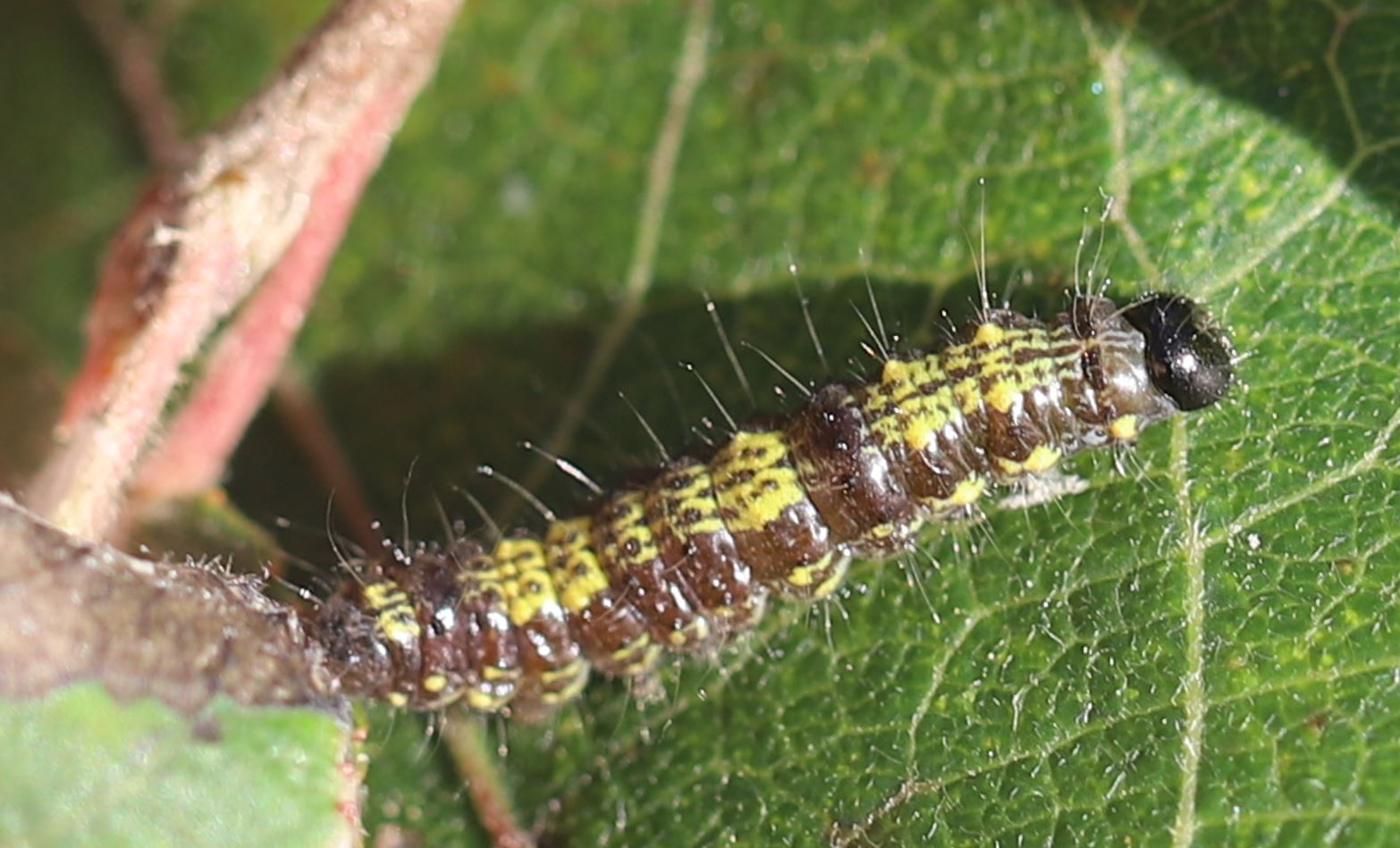
mittleres Raupenstadium an Schwarzpappel, 2. Septemberhälfte
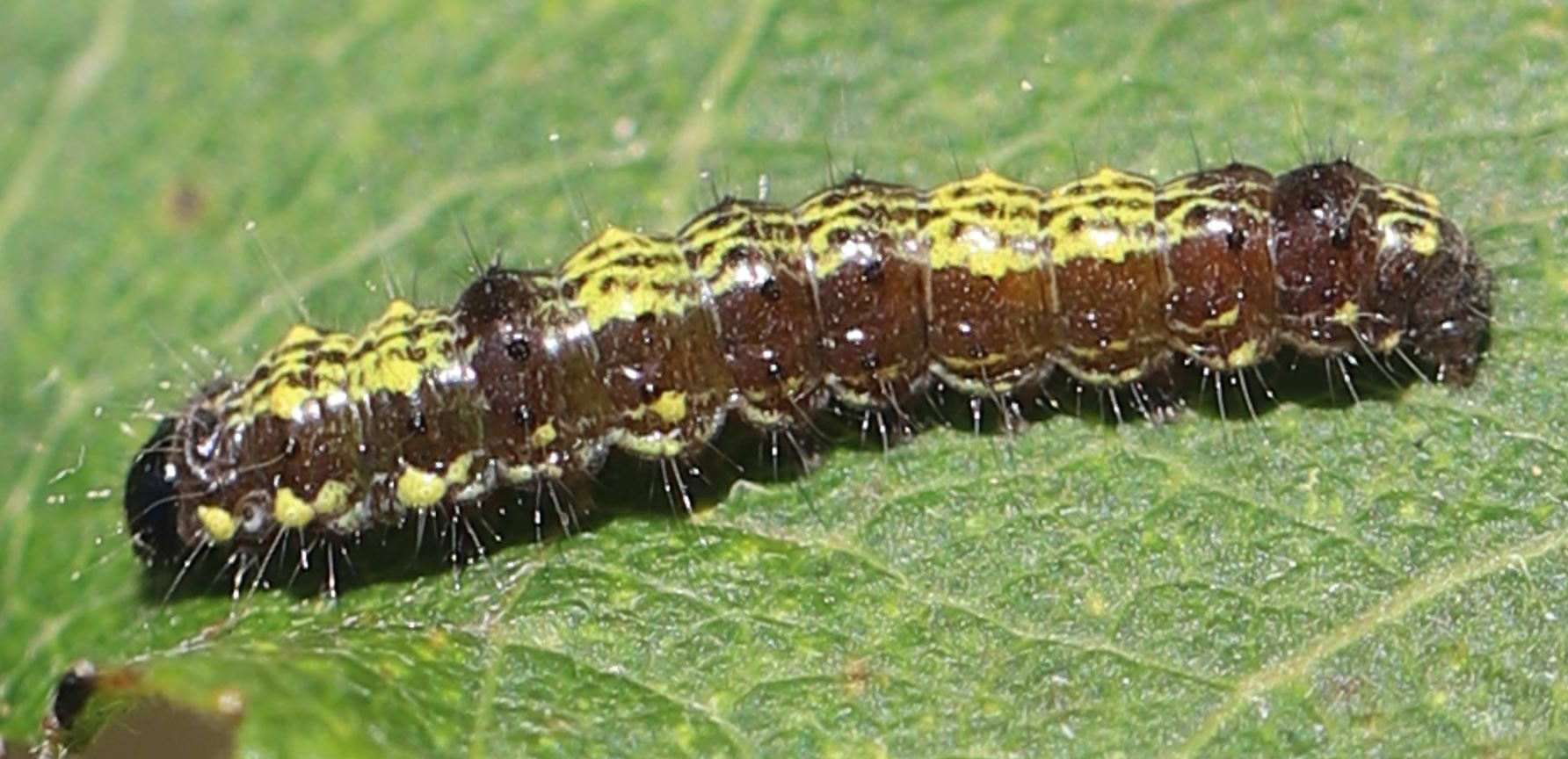
mittleres Raupenstadium an Schwarzpappel, 2. Septemberhälfte
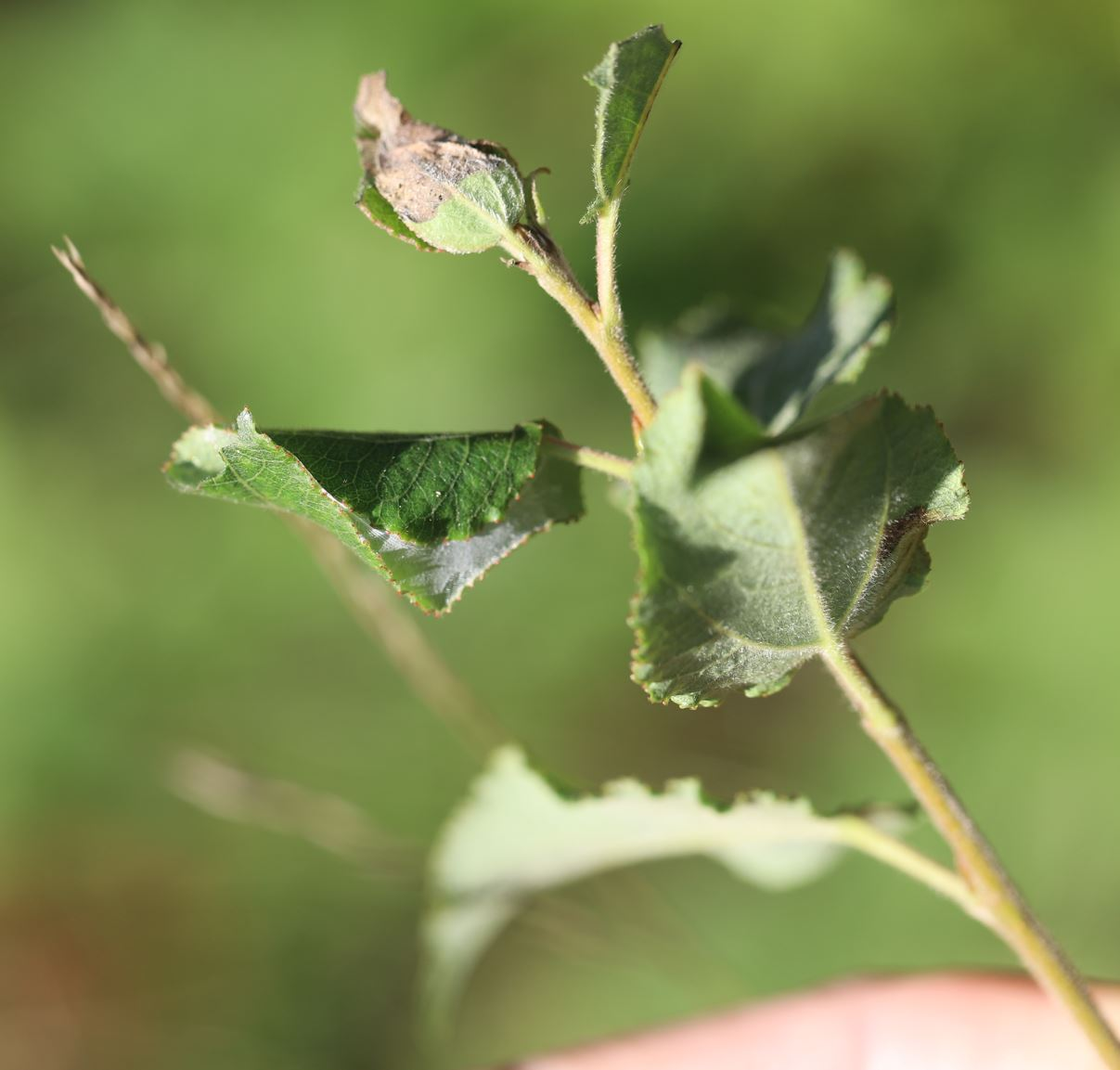
zusammengesponnenes Schwarzpappelblatt mit Raupe darin, 2. Septemberhälfte
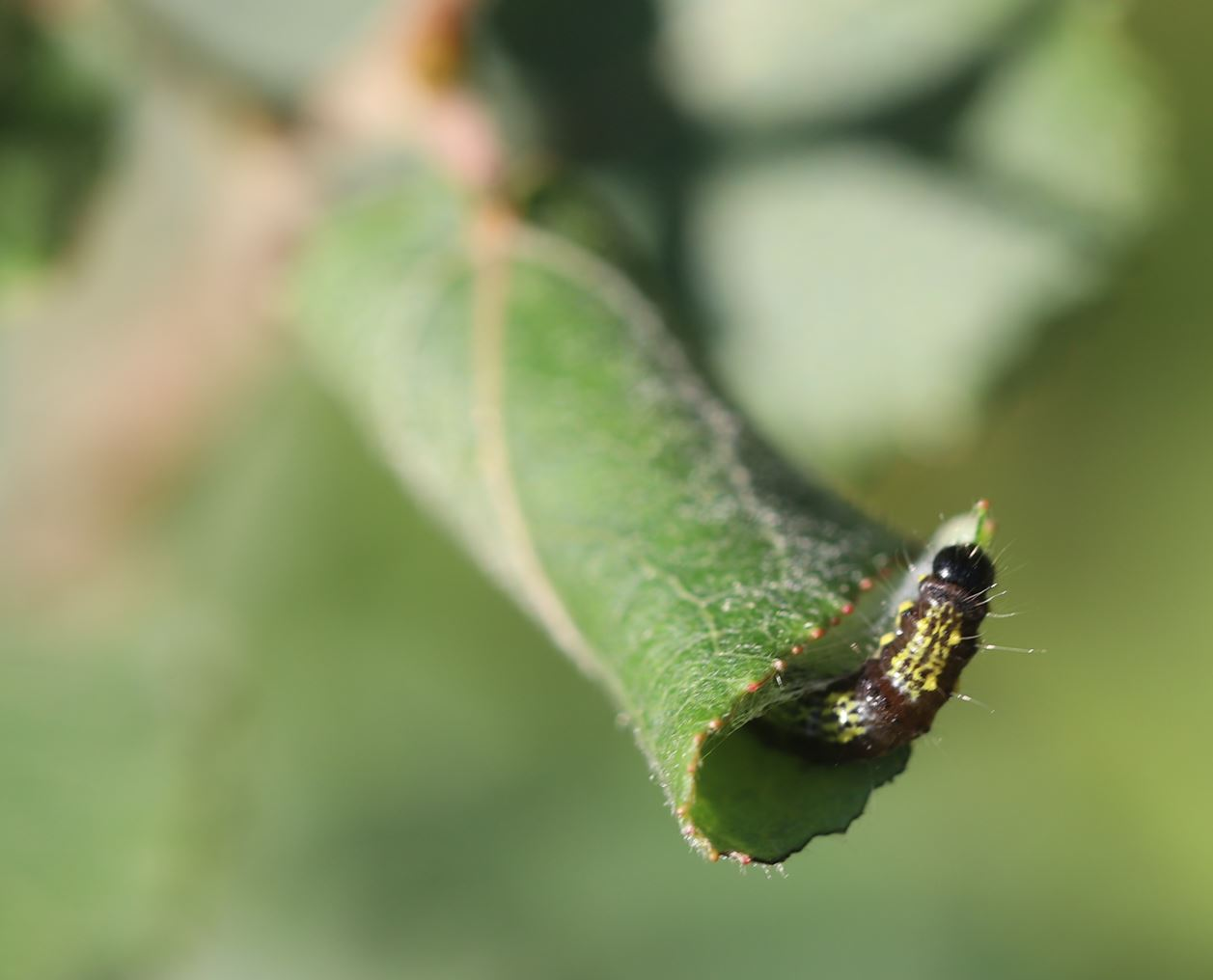
zusammengesponnenes Schwarzpappelblatt mit Raupe darin, 2. Septemberhälfte
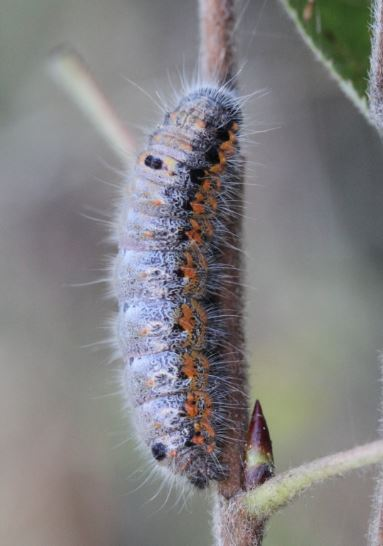
ausgewachsene Raupe an Zitterpappel, Anfang Oktober
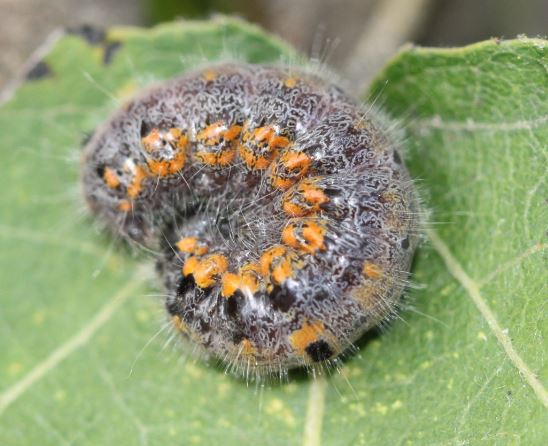
ausgewachsene Raupe an Zitterpappel, Anfang Oktober
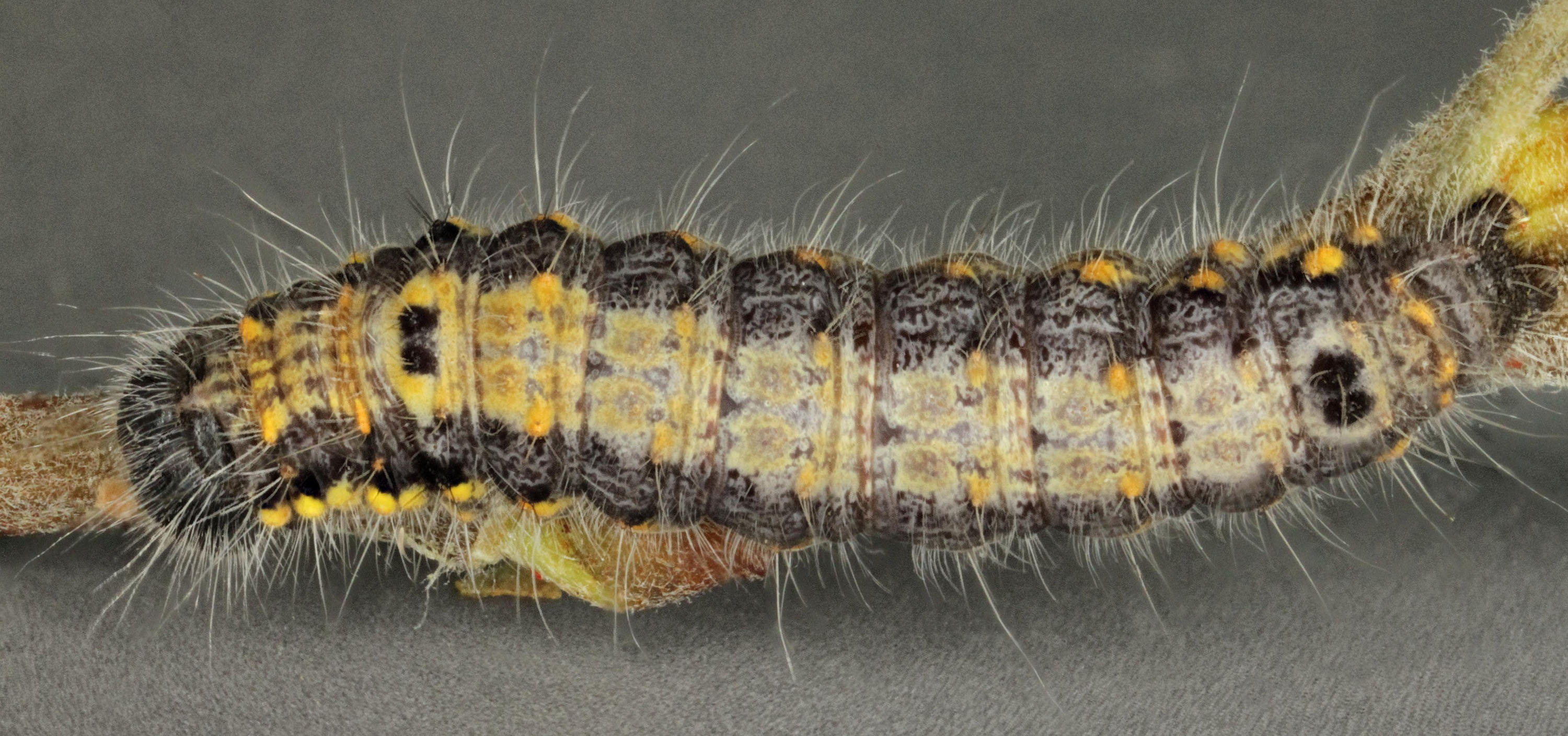
ausgewachsene Raupe
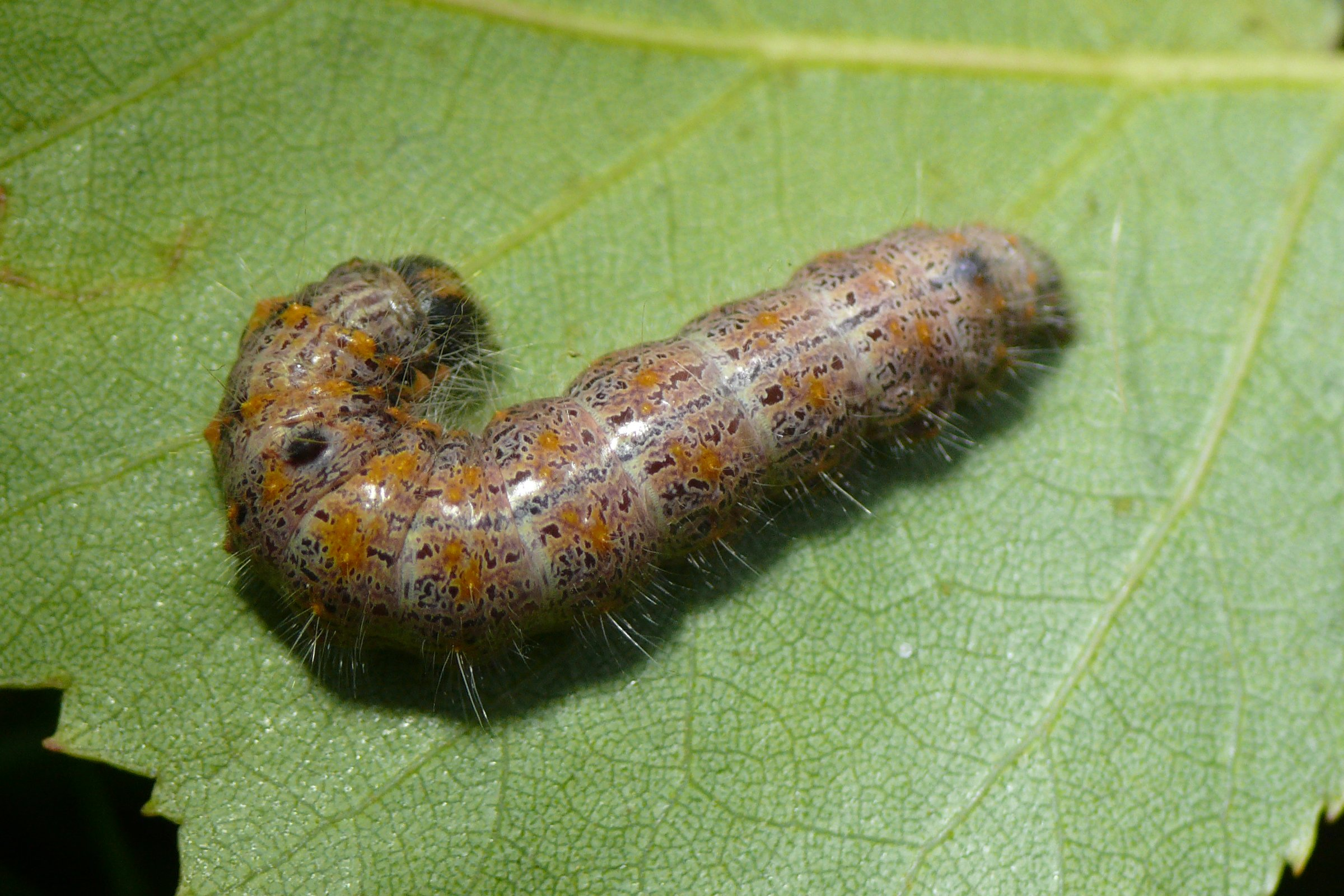
ausgewachsene Raupe

## Referenzen